# Birstall

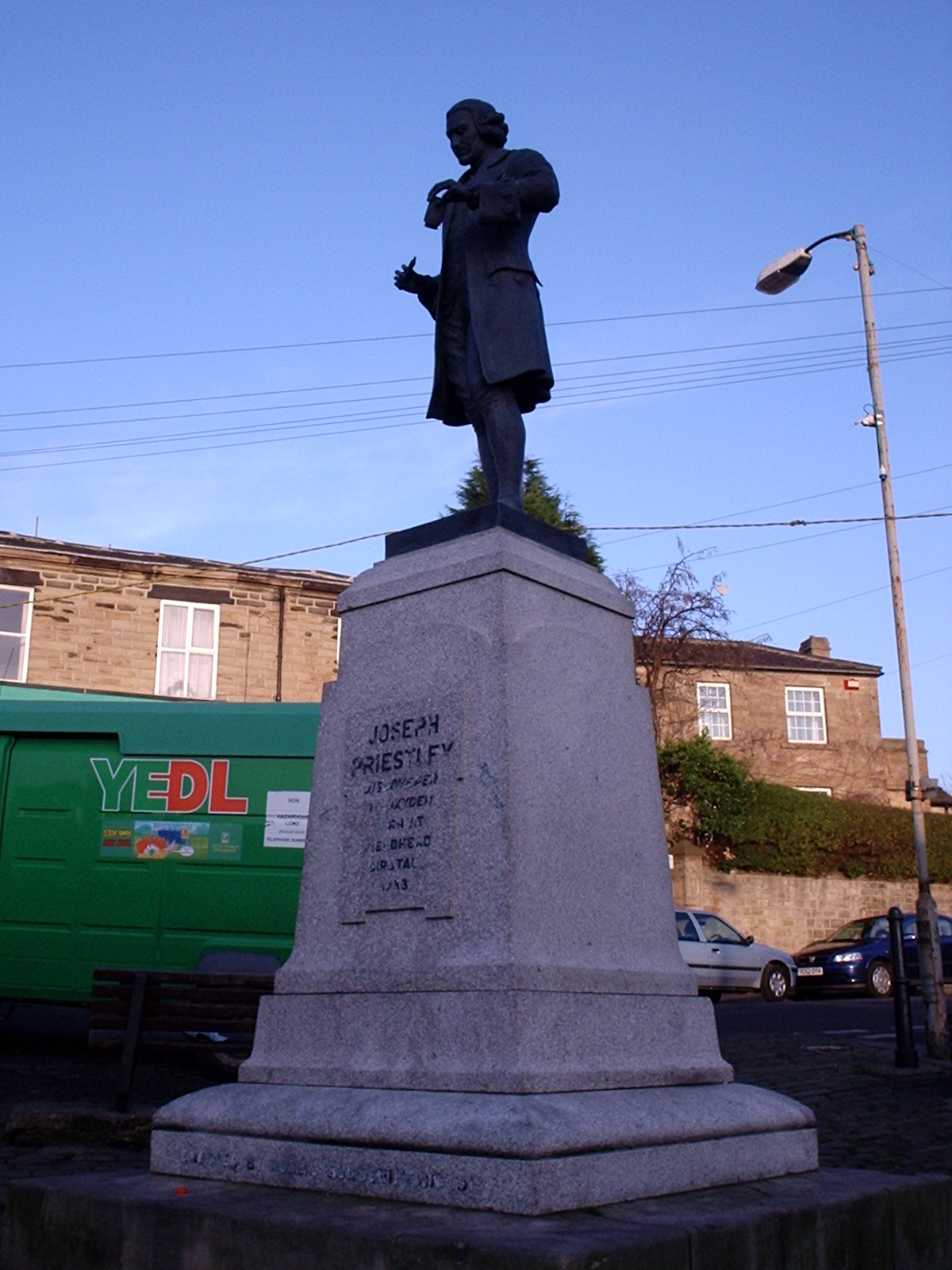
Statuia lui Joseph Priestley din Birstall

Birstall este un sat mare aflat în zona metropolitană a târgului Kirklees, West Yorkshire, Anglia, fiind situat la aproximativ 6 mile sud-vest de Leeds. O importantă caracteristică a sa este ciudata piață victoriană triunghiulară, ce mai este deschisă și azi în ziua de joi. 

## Personalități
În preajma satului s-a născut pe 13 martie 1733 Joseph Priestley, teolog și filozof natural. 